# Vlekstaartnachtzwaluw
De vlekstaartnachtzwaluw (Hydropsalis maculicaudus, synoniem: Caprimulgus maculicaudus) is een vogel uit de familie van de nachtzwaluwen (Caprimulgidae).

## Verspreiding en leefgebied
De broedgebieden van de vlekstaartnachtzwaluw liggen in Bolivia, Brazilië, Colombia, Frans-Guyana, Guyana, Honduras, Mexico, Nicaragua, Paraguay, Peru, Suriname, Venezuela en mogelijk Ecuador.
Het leefgebied bestaat uit droge savanne en subtropisch of tropisch moessonbos en graslanden.

## Status
De vlekstaartnachtzwaluw heeft een groot verspreidingsgebied en daardoor is de kans op uitsterven gering. De grootte van de populatie wordt geschat op 50 tot 500 duizend individuen en is stabiel. Om deze redenen staat deze nachtzwaluw als niet bedreigd op de Rode Lijst van de IUCN.

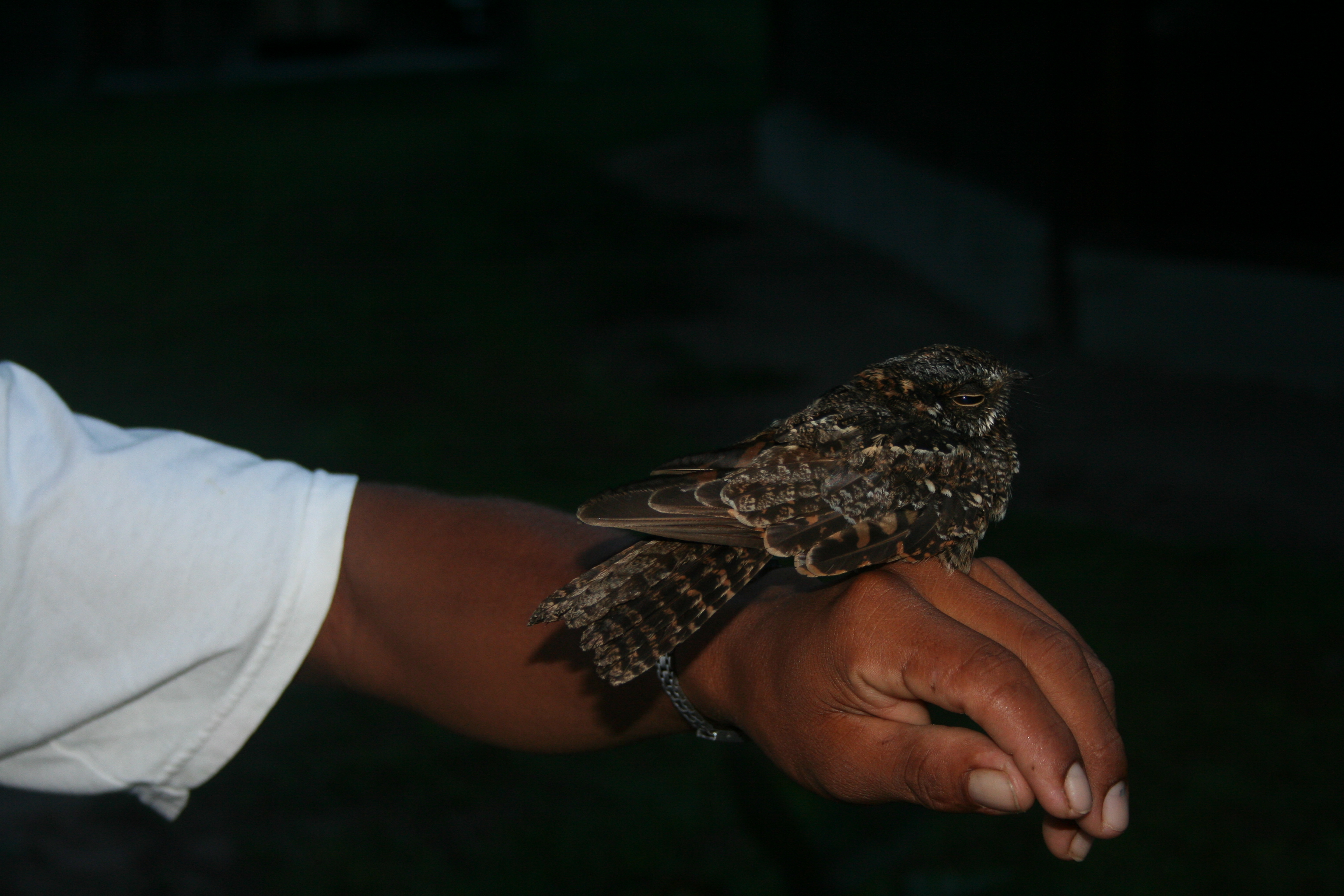
Vlekstaartnachtzwaluw